# Fundamental Katalog
Le Fundamental Katalog (Fundamentalkatalog ou FK pour « catalogue fondamental ») est un catalogue d'étoiles publié pour la première fois en 1879. Il répondait au besoin de disposer d'un catalogue de référence pour mesurer plus facilement la position de certains objets astronomiques. À l'origine, il proposait des étoiles de référence uniformément réparties dans le ciel afin d'aider à la réalisation du catalogue AGK (Astronomische Gesellschaft Katalog soit Catalogue de la Société d'Astronomie en allemand). C'est donc un catalogue astrométrique.
Les étoiles référencées dans le Fundamental Katalog étaient choisies en fonction de leur magnitude, celle-ci devant être suffisamment importante pour que l'étoile soit aisément distinguable dans un instrument. Le catalogue est depuis régulièrement étoffé et mis à jour pour tenir compte du mouvement propre des étoiles.
La première version du catalogue (notée à l'époque FK et maintenant FK1) comportait 539 étoiles, de déclinaison supérieure à -10°. La seconde édition, à l'époque appelée Neuer Fundamentalkatalog (soit « nouveau catalogue »), maintenant FK2, date de 1907 et a consisté en l'ajout d'étoiles pour couvrir tout le ciel, le nombre total d'étoiles étant alors de 925. La troisième édition (Dritter Fundamentalkatalog, ou FK3) date de 1937. Elle n'en comprend plus que 873 (52 ayant été enlevées de l'édition précédente), auxquelles ont été ajoutées 662 étoiles dans un supplément publié l'année suivante. La quatrième édition (FK4), sortie en 1963 reprend les 1 535 étoiles du FK3 et de son supplément. Deux ans plus tard a été publié un supplément au FK4, avec 1 111 étoiles. La cinquième édition (FK5) date de 1988 et comporte toujours 1 535 étoiles. Le supplément, publié en 1991 en comporte cependant 3 115. Enfin, la dernière édition à ce jour (2005) date de 2000 (FK6). Les 1 535 étoiles des éditions FK3 à FK5 ont une magnitude ne dépassant pas 7,5.
Les étoiles du catalogue FK5 sont notées sous la forme « FK5 nnnn ». Il existe 873 références parmi les numéros allant de 1 à 925 (réminiscence des étoiles supprimées du FK2) et 662 références entre 1 001 et 1 670 : la numérotation du supplément du FK3 commençait à 1 000 mais huit références n'ont jamais été publiées. Les références du supplément du FK5 ont des numéros compris entre 2 003 et 6 125.
Le Fundamental Katalog comprend les données d'ascension droite et de déclinaison des étoiles de référence, en coordonnées J2000.0 et B1950.0 ainsi que les références exactes de l'époque où a été effectuée la mesure (de façon à prendre en compte le mouvement propre de la façon la plus précise). Il comprend également les données de mouvement propre, de parallaxe, du type spectral et la vitesse radiale. La correspondance avec les désignations d'autres catalogues (AGK, Bonner Durchmusterung, HD, Boss et SRS) est également donnée le cas échéant.
Le Fundamental Katalog est depuis quelques années supplanté par le catalogue Hipparcos.